# Брянський фронт
Бря́нський фронт — оперативно-стратегічне об'єднання Червоної армії з 14 серпня 1941 до 10 листопада 1941, з 24 грудня 1941 до 12 березня 1943 та з 28 березня 1943 до 10 жовтня 1943 у Другій світовій війні.

## Історія створення

### Перше формування
Брянський фронт першого формування утворений на західному напрямку 16 серпня 1941 на підставі директиви Ставки ВГК від 14 серпня 1941 у складі 13-ї і 50-ї армій, з метою прикриття брянсько-бежіцького промислового району і не допустити прориву рославльського угрупування противника в тил Центрального і Південно-Західного фронтів. Надалі до складу фронту входили 3-тя та 21-ша армії.
На початку вересня 1941 війська фронту за вказівкою Ставки ВГК завдали ударів у фланг 2-ї танкової групи противника, що наступала у напрямку Рославль, Конотоп.
Проте, скувавши її незначні сили, фронт не зміг запобігти виходу військ противника в тил Південно-Західного фронту, сам опинився у важкому становищі. З 10 вересня по 23 жовтня війська фронту провели Орловсько-Брянську операцію, у результаті якої були зірвані плани противника з глибокого охоплення Москви з півдня.
10 листопада 1941 на підставі директиви Ставки ВГК від 10 листопада 1941 фронт був розформований. 50-та армія увійшла до складу Західного фронту, 3-тя і 13-та — передані Південно-Західному фронту. Польове управління залишалося у розпорядженні головнокомандувача військами Південно-Західного напрямку.

### Друге формування
Брянський фронт другого формування утворений 24 грудня 1941 на підставі наказу Ставки ВГК від 18 грудня 1941 в цілях розвитку наступу радянських військ на орловсько-брянському напрямку і розгрому орловсько-болховського угрупування противника в складі 3-ї, 13-ї, 61-ї армій та оперативної групи генерал-лейтенанта Ф. Я. Костенко. Надалі до складу фронту входили 40-ва, 48-ма, 38-ма армії, 2-га і 5-та танкові, 2-га і 15-та повітряні армії.
У грудні 1941 — лютому 1942 Брянський фронт провів наступальні операції на болховському і орловському напрямках, сприяючи Західному фронту в завданні поразки південному крилу військ німецької групи армій «Центр». Влітку й восени війська Брянського фронту, прикриваючи тульський і воронезький напрямки, у взаємодії з Південно-Західним фронтом відбивали лівим крилом удари перевершуючих сил противника. Незважаючи на невдачі в цих боях, армії Брянського фронту, поєднуючи наполегливу оборону рубежів з нанесенням контрударів, добилися стабілізації положення в районі Воронежа.
8 липня 1942 в цілях поліпшення керівництва військами фронт був розділений на Брянський і Воронезький фронти. Контрудари армій Брянського фронту в серпні — вересні зробили значний вплив на оборонні дії радянських військ під Воронежем і Сталінградом. На початку 1943 війська Брянського фронту брали участь у Воронезько-Касторненській операції, в результаті якої були розгромлені основні сили 2-ї німецької армії і 3-й армійський корпус угорської 2-ї армії. Війська фронту, які переслідували противника, що відступав на курському напрямку, вийшли на рубіж Новосиль, Малоархангельськ.
12 березня 1943 на підставі директиви Ставки ВГК від 11 березня 1943 фронт розформований. 61-ша армія увійшла до складу Західного фронту, 3-тя, 13-та, 48-ма — до складу Центрального фронту, а 15-та повітряна армія і польове управління фронту виведені до резерву Ставки ВГК.
З 13 по 28 березня 1943 р. польове управління Брянського фронту іменувалося послідовно управлінням Резервного, Курського і Орловського фронтів.

### Третє формування
Брянський фронт третього формування створений 28 березня 1943 на підставі директиви Ставки ВГК від 28 березня 1943 у складі 3, 61 і 15-ї повітряної армій. Надалі в нього входили 63-тя, 50-та, 11-та, 11-та гвардійська армії, 3-тя гвардійська і 4-та танкові армії. У березні-липні 1943 р. війська фронту прикривали орловсько-тульський напрямок, в липні — серпні брали участь в Орловській операції. У взаємодії з військами лівого крила Західного і правого крила Центрального фронтів розгромили 2-гу танкову армію і завдали поразки 9-й армії противника, що обороняли орловський виступ.
1 вересня — 3 жовтня фронт провів Брянську операцію, у ході якої в результаті майстерно завданого флангового удару розгромив угрупування противника, що обороняло Брянськ. Переслідуючи 9-ту армію Вермахту, війська фронту на початку жовтня вийшли на рубіж річок Сож і Проня і створили сприятливі умови для подальшого наступу на гомельському і бобруйському напрямках.
10 жовтня 1943 на підставі директиви Ставки ВГК від 1 жовтня 1943 фронт розформований. Його 3-тя, 11-та, 50-та і 63-тя армії увійшли до складу Центрального фронту. Польове управління фронту перетворене на формування польового управління Прибалтійського фронту, до якого увійшли 11-та гвардійська і 15-та повітряна армії Брянського фронту 3-го формування.

## Військові операції

### Стратегічні операції
- Московська стратегічна наступальна операція 1941-42;
- Воронезько-Ворошиловградська стратегічна оборонна операція 1942;
- Воронезько-Харківська стратегічна наступальна операція 1943;
- Орловська стратегічна наступальна операція 1943.

### Фронтові та армійські операції
- Орловсько-Брянська оборонна операція 1941;
- Тульська оборонна операція 1941;
- Болховська наступальна операція 1942;
- Касторненська оборонна операція 1942;
- Воронезько-Касторненська наступальна операція 1943;
- Мало-Архангельска наступальна операція 1943;
- Болховсько-Орловська наступальна операція 1943;
- Брянська наступальна операція 1943.

## Командувачі
- генерал-лейтенант Єрьоменко А. І. (16 серпня 1941 — 13 жовтня 1941);
- генерал-майор Захаров Г. Ф. (13 жовтня 1941 — 10 листопада 1941);
- генерал-полковник Черевиченко Я. Т. (24 грудня 1941 — 2 квітня 1942);
- генерал-лейтенант Голіков П. І. (2 квітня 1942 — 7 липня 1942);
- генерал-лейтенант Чибісов Н. Є. (7 липня — 13 липня 1942);
- генерал-лейтенант Рокоссовський К. К. (13 липня — 27 вересня 1942);
- генерал-лейтенант, з 30 січня 1943 генерал-полковник Рейтер М. А. (27 вересня 1942 — 12 березня 1943);
- генерал-полковник Рейтер М. А. (28 березня 1943 — 5 червня 1943);
- генерал-полковник Попов М. М. (5 червня — 10 жовтня 1943).

## Військові формуванняу складі фронту
1 жовтня 1941 року
- Армії: 
  - 3-тя армія;
  - 13-та армія;
  - 50-та армія;
  - оперативна група генерала Єрмакова;
- З’єднання фронтового підпорядкування:
  - Стрілецькі, повітряно-десантні та кавалерійські з’єднання:
    - 7-ма гвардійська стрілецька дивізія;
    - 154-та стрілецька дивізія;
    - 287-ма стрілецька дивізія;

  - Артилерійські та мінометні з’єднання: 
    - 445-й корпусний артилерійський полк;
    - 447-й корпусний артилерійський полк;
    - 17-й гаубичний артилерійський полк;
    - 472-й гаубичний артилерійський полк;
    - 699-й артилерійський полк протитанкових гармат;
    - 4-й окремий зенітний артилерійський дивізіон;
    - 16-й окремий зенітний артилерійський дивізіон;
    - 46-й окремий зенітний артилерійський дивізіон;
    - 311-й окремий зенітний артилерійський дивізіон;
    - 386-й окремий зенітний артилерійський дивізіон;

  - Бронетанкові та механізовані з’єднання: 
    - 42-га танкова бригада;
    - 114-й окремий танковий полк;
    - 115-й окремий танковий полк;

  - Військово-повітряні сили: 
    - 24-й бомбардувальний авіаційний полк;
    - 6-та резервна авіаційна група;

  - Інженерні війська: 
    - 70-й окремий інженерний батальйон;
    - 78-й окремий інженерний батальйон;
    - 513-й окремий саперний батальйон.

1 січня 1942 року
- Армії:
  - 3-тя армія;
  - 13-та армія;
  - 61-ша армія;
  - оперативна група генерала Ф.Я.Костенко;
- З’єднання фронтового підпорядкування: 
  - Стрілецькі, повітряно-десантні та кавалерійські з’єднання: 
    - 121-ша стрілецька дивізія;
    - 287-ма стрілецька дивізія;
    - 21-ша гірсько-кавалерійська дивізія;
    - 29-та кавалерійська дивізія;
    - 83-тя кавалерійська дивізія;
    - 100-й окремий лижний батальйон;
    - 101-й окремий лижний батальйон;

  - Артилерійські та мінометні з'єднання: 
    - 420-й артилерійський полк;
    - 1002-й артилерійський полк протитанкових гармат;
    - 49-й окремий гвардійський мінометний дивізіон;
    - 46-й окремий зенітний артилерійський дивізіон;
    - 386-й окремий зенітний артилерійський дивізіон;

  - Бронетанкові та механізовані з’єднання: 
    - 150-та танкова бригада;

  - Інженерні війська: 
    - 50-й понтонно-мостовий батальйон;
    - 513-й окремий саперний батальйон;
    - 532-й окремий саперний батальйон;
    - 535-й окремий саперний батальйон.

1 квітня 1942 року
- Армії: 
  - 3-тя армія;
  - 13-та армія;
  - 6-та саперна армія;
- З’єднання фронтового підпорядкування: 
  - Стрілецькі, повітряно-десантні та кавалерійські з’єднання: 
    - 6-та гвардійська стрілецька дивізія;
    - 235-й окремий лижний батальйон;
    - 237-й окремий лижний батальйон;
    - 7-й кавалерійський корпус: 
      - 11-та кавалерійська дивізія;
      - 83-тя кавалерійська дивізія;

    - 8-й кавалерійський корпус: 
      - 21-ша кавалерійська дивізія;
      - 55-та кавалерійська дивізія;

  - Артилерійські та мінометні з’єднання: 
    - 124-й гаубичний артилерійський полк;
    - 376-й гаубичний артилерійський полк;
    - 396-й артилерійський полк;
    - 160-й мінометний полк;
    - 161-й мінометний полк;
    - 1001-й окремий артилерійський дивізіон протитанкових гармат;
    - 46-й окремий зенітний артилерійський дивізіон;
    - 111-й окремий зенітний артилерійський дивізіон;
    - 386-й окремий зенітний артилерійський дивізіон;

  - Бронетанкові та механізовані з’єднання: 
    - 79-та танкова бригада;
    - 80-та танкова бригада;
    - 46-й окремий аеросанний батальйон;
    - 47-й окремий аеросанний батальйон;

  - Військово-повітряні сили: 
    - 24-й бомбардувальний авіаційний полк;
    - 66-та розвідувальна авіаційна ескадрилья;
    - 13-та особа авіаційна група ГВФ;

  - Інженерні війська: 
    - 23-й понтонно-мостовий батальйон;
    - 50-й понтонно-мостовий батальйон;
    - 53-й понтонно-мостовий батальйон;
    - 511-й окремий саперний батальйон;
    - 1375-й окремий інженерний батальйон.

1 липня 1942 року
- Армії: 
  - 3-тя армія;
  - 13-та армія;
  - 40-ва армія;
  - 48-ма армія;
  - 5-та танкова армія;
  - 2-га повітряна армія;
  - 6-та саперна армія;
- З’єднання фронтового підпорядкування:
  - Стрілецькі, повітряно-десантні та кавалерійські з’єднання:
    - 1-ша гвардійська стрілецька дивізія;
    - 284-та стрілецька дивізія;
    - 106-та стрілецька бригада;
    - 135-та стрілецька бригада;
    - 2-га винищувальна дивізія:
      - 3-тя винищувальна бригада;
      - 4-та винищувальна бригада;
      - 16-та винищувальна бригада;

    - 7-й кавалерійський корпус: 
      - 11-та кавалерійська дивізія;
      - 17-та кавалерійська дивізія;
      - 83-тя кавалерійська дивізія;

    - 8-й кавалерійський корпус: 
      - 21-ша кавалерійська дивізія;
      - 112-та кавалерійська дивізія;

  - Артилерійські та мінометні з’єднання: 
    - 19-й гвардійський армійський артилерійський полк;
    - 396-й армійський артилерійський полк;
    - 124-й гаубичний артилерійський полк;
    - 540-й легкий артилерійський полк;
    - 694-й легкий артилерійський полк;
    - 1241-й легкий артилерійський полк;
    - 1242-й легкий артилерійський полк;
    - 1244-й легкий артилерійський полк;
    - 148-й мінометний полк;
    - 161-й мінометний полк;
    - 45-й гвардійський мінометний полк;
    - 307-й окремий гвардійський мінометний дивізіон;
    - 309-й окремий гвардійський мінометний дивізіон;
    - 1284-й зенітний артилерійський полк;

  - Бронетанкові та механізовані з’єднання: 
    - 1-й танковий корпус: 
      - 1-ша гвардійська танкова бригада;
      - 49-та танкова бригада;
      - 89-та танкова бригада;
      - 1-ша мотострілецька бригада;

    - 4-й танковий корпус: 
      - 45-та танкова бригада;
      - 47-ма танкова бригада;
      - 102-га танкова бригада;
      - 4-та мотострілецька бригада;

    - 16-й танковий корпус: 
      - 107-ма танкова бригада;
      - 109-та танкова бригада;
      - 164-та танкова бригада;
      - 15-та мотострілецька бригада;

    - 17-й танковий корпус: 
      - 66-та танкова бригада;
      - 67-ма танкова бригада;
      - 174-та танкова бригада;
      - 31-ша мотострілецька бригада;

    - 24-й танковий корпус: 
      - 4-та гвардійська танкова бригада;
      - 54-та танкова бригада;
      - 130-та танкова бригада;
      - 24-та мотострілецька бригада;

    - 118-та танкова бригада;
    - 157-ма танкова бригада;
    - 201-ша танкова бригада;
    - 39-й окремий дивізіон бронепотягів;
    - 133-й окремий зенітний бронепотяг;
    - 134-й окремий зенітний бронепотяг;

  - Інженерні війська: 
    - 8-ма інженерна бригада спеціального призначення;
    - 27-й окремий інженерний батальйон;
    - 78-й окремий інженерний батальйон;
    - 511-й окремий інженерний батальйон;
    - 513-й окремий інженерний батальйон;
    - 533-й окремий інженерний батальйон;
    - 1375-й окремий саперний батальйон;
    - 23-й понтонно-мостовий батальйон;
    - 49-й понтонно-мостовий батальйон;
    - 50-й понтонно-мостовий батальйон.

1 жовтня 1942 року
- Армії: 
  - 3-тя армія;
  - 13-та армія;
  - 48-ма армія;
  - 5-та танкова армія;
  - 15-та повітряна армія;
- З’єднання фронтового підпорядкування:
  - Стрілецькі, повітряно-десантні та кавалерійські з’єднання:
    - 7-й кавалерійський корпус: 
      - 11-та кавалерійська дивізія;
      - 83-тя кавалерійська дивізія;

    - 2-га винищувальна дивізія: 
      - 3-тя винищувальна бригада;
      - 4-та винищувальна бригада;

  - Артилерійські та мінометні з’єднання: 
    - 19-й гвардійський армійський артилерійський полк;
    - 540-й винищувально-протитанковий артилерійський полк;
    - 101-й мінометний полк;
    - 65-й гвардійський мінометний полк;
    - 100-й гвардійський мінометний полк;
    - 301-й гвардійський мінометний полк;
    - 307-й окремий гвардійський мінометний дивізіон;
    - 728-й зенітний артилерійський полк;
    - 386-й окремий зенітний артилерійський дивізіон;
    - 615-й окремий зенітний артилерійський дивізіон;

  - Бронетанкові та механізовані з’єднання: 
    - 11-й танковий корпус: 
      - 53-тя танкова бригада;
      - 59-та танкова бригада;
      - 160-та танкова бригада;
      - 12-та мотострілецька бригада;

    - 118-та танкова бригада;
    - 201-ша танкова бригада;
    - 55-й окремий мотоциклетний батальйон;
    - 54-й окремий дивізіон бронепотягів;
    - 133-й окремий зенітний бронепотяг;
    - 134-й окремий зенітний бронепотяг;

  - Інженерні війська: 
    - 8-ма інженерна бригада спеціального призначення;
    - 18-та саперна бригада;
    - 12-й гвардійський батальйон мінерів;
    - 27-й окремий інженерний батальйон;
    - 78-й окремий інженерний батальйон;
    - 231-й окремий інженерний батальйон;
    - 233-й окремий інженерний батальйон;
    - 49-й понтонно-мостовий батальйон;
    - 50-й понтонно-мостовий батальйон;
    - 131-й понтонно-мостовий батальйон.

1 січня 1943 року
- Армії: 
  - 3-тя армія;
  - 13-та армія;
  - 48-ма армія;
  - 15-та повітряна армія;
- З’єднання фронтового підпорядкування:
  - Стрілецькі, повітряно-десантні та кавалерійські з’єднання:
    - 16-та стрілецька дивізія;
    - 399-та стрілецька дивізія;
    - 116-та морська стрілецька бригада;

  - Артилерійські та мінометні з’єднання: 
    - 5-та артилерійська дивізія: 
      - 16-та легка артилерійська бригада;
      - 24-та гарматна артилерійська бригада;
      - 9-та гаубична артилерійська бригада;

    - 16-та зенітна артилерійська дивізія: 
      - 728-й зенітний артилерійський полк;
      - 1266-й зенітний артилерійський полк;
      - 1283-й зенітний артилерійський полк;
      - 1285-й зенітний артилерійський полк;

    - 461-й зенітний артилерійський полк;
    - 386-й окремий зенітний артилерійський дивізіон;
    - 615-й окремий зенітний артилерійський дивізіон;

  - Бронетанкові та механізовані з’єднання: 
    - 11-й танковий корпус: 
      - 53-тя танкова бригада;
      - 59-та танкова бригада;
      - 160-та танкова бригада;
      - 12-та мотострілецька бригада;
      - 8-й окремий автобронетанковий батальйон;

    - 101-ша танкова бригада;
    - 155-та танкова бригада;
    - 42-й окремий танковий полк;
    - 43-й окремий танковий полк;
    - 55-й окремий мотоциклетний батальйон;
    - 55-й окремий аеросанний батальйон;
    - 45-й окремий дивізіон бронепотягів;
    - 133-й окремий зенітний бронепотяг;
    - 134-й окремий зенітний бронепотяг;

  - Інженерні війська: 
    - 6-та інженерно-мінна бригада;
    - 8-ма інженерна бригада спеціального призначення;
    - 12-й гвардійський батальйон мінерів;
    - 49-й понтонно-мостовий батальйон;
    - 50-й понтонно-мостовий батальйон;
    - 131-й понтонно-мостовий батальйон;
    - 231-й окремий інженерний батальйон;
    - 233-й окремий інженерний батальйон.

1 квітня 1943 року
- Армії: 
  - 3-тя армія;
  - 61-ша армія;
  - 15-та повітряна армія;
- З’єднання фронтового підпорядкування: 
  - Артилерійські та мінометні з’єднання: 
    - 15-та артилерійська дивізія: 
      - 69-та легка артилерійська бригада;
      - 44-та гарматна артилерійська бригада;
      - 35-та гаубична артилерійська бригада;
      - 18-та мінометна бригада;

    - 19-та гвардійська мінометна бригада;
    - 386-й окремий зенітний артилерійський дивізіон;

  - Бронетанкові та механізовані з’єднання: 
    - 11-й гвардійський окремий танковий полк;
    - 1444-й самохідний артилерійський полк;
    - 55-й окремий мотоциклетний батальйон;
    - 133-й окремий зенітний бронепотяг;
    - 134-й окремий зенітний бронепотяг;

  - Інженерні війська: 
    - 8-ма інженерна бригада спеціального призначення;
    - 131-й окремий саперний батальйон;
    - 231-й окремий інженерний батальйон;
    - 48-й понтонно-мостовий батальйон;
    - 53-й понтонно-мостовий батальйон;
    - 131-й понтонно-мостовий батальйон;
    - 740-й окремий мінно-саперний батальйон.

1 липня 1943 року
- Армії: 
  - 3-тя армія;
  - 61-ша армія;
  - 63-тя армія;
  - 15-та повітряна армія;
- З’єднання фронтового підпорядкування:
  - Стрілецькі, повітряно-десантні та кавалерійські з’єднання:
    - 25-й стрілецький корпус: 
      - 186-та стрілецька дивізія;
      - 238-ма стрілецька дивізія;
      - 362-га стрілецька дивізія;

  - Артилерійські та мінометні з’єднання: 
    - 2-й артилерійський корпус прориву: 
      - 13-та артилерійська дивізія прориву: 
        - 42-га легка артилерійська бригада;
        - 47-ма гаубична артилерійська бригада;
        - 88-ма важка гаубична артилерійська бригада;
        - 91-ша важка гаубична артилерійська бригада;
        - 101-ша гаубична артилерійська бригада великої потужності;
        - 17-та мінометна бригада;

      - 15-та артилерійська дивізія прориву: 
        - 69-та легка артилерійська бригада;
        - 35-та гаубична артилерійська бригада;
        - 85-та важка гаубична артилерійська бригада;
        - 87-ма важка гаубична артилерійська бригада;
        - 106-та гаубична артилерійська бригада великої потужності;
        - 18-та мінометна бригада;

      - 3-тя гвардійська мінометна дивізія: 
        - 15-та гвардійська мінометна бригада;
        - 18-та гвардійська мінометна бригада;
        - 19-та гвардійська мінометна бригада;

    - 7-й артилерійський корпус прориву: 
      - 16-та артилерійська дивізія прориву:
        - 49-та легка артилерійська бригада;
        - 61-ша гарматна артилерійська бригада;
        - 52-га гаубична артилерійська бригада;
        - 90-та важка гаубична артилерійська бригада;
        - 109-та гаубична артилерійська бригада великої потужності;
        - 14-та мінометна бригада;

      - 17-та артилерійська дивізія прориву: 
        - 37-ма легка артилерійська бригада;
        - 39-та гарматна артилерійська бригада;
        - 50-та гаубична артилерійська бригада;
        - 92-га важка гаубична артилерійська бригада;
        - 108-ма гаубична артилерійська бригада великої потужності;
        - 22-га мінометна бригада;

      - 2-га гвардійська мінометна дивізія: 
        - 3-тя гвардійська мінометна бригада;
        - 17-та гвардійська мінометна бригада;
        - 26-та гвардійська мінометна бригада;

    - 44-та гарматна артилерійська бригада;
    - 12-та винищувально-протитанкова артилерійська бригада;
    - 13-та мінометна бригада;
    - 8-ма гвардійська мінометна бригада;
    - 85-й гвардійський мінометний полк;
    - 93-й гвардійський мінометний полк;
    - 310-й гвардійський мінометний полк;
    - 311-й гвардійський мінометний полк;
    - 312-й гвардійський мінометний полк;
    - 313-й гвардійський мінометний полк;
    - 10-й окремий гвардійський мінометний дивізіон;
    - 1477-й зенітний артилерійський полк;
    - 386-й окремий зенітний артилерійський дивізіон;

  - Бронетанкові та механізовані з’єднання: 
    - 1-й гвардійський танковий корпус:
      - 15-та гвардійська танкова бригада;
      - 16-та гвардійська танкова бригада;
      - 17-та гвардійська танкова бригада;
      - 1-ша гвардійська мотострілецька бригада;
      - 34-й гвардійський танковий полк;
      - 65-й мотоциклетний батальйон;
      - 1001-й винищувально-протитанковий артилерійський полк;
      - 732-й окремий винищувально-протитанковий дивізіон;
      - 455-й мінометний полк;
      - 80-й гвардійський зенітний артилерійський полк;

    - 11-й гвардійський окремий танковий полк;
    - 12-й гвардійський окремий танковий полк;
    - 13-й гвардійський окремий танковий полк;
    - 26-й гвардійський окремий танковий полк;
    - 253-й окремий танковий полк;
    - 1444-й самохідний артилерійський полк;
    - 1445-й самохідний артилерійський полк;
    - 1535-й самохідний артилерійський полк;
    - 55-й окремий мотоциклетний батальйон;
    - 54-й окремий дивізіон бронепотягів;

  - Інженерні війська: 
    - 8-ма інженерна бригада спеціального призначення;
    - 57-ма інженерно-саперна бригада;
    - 3-й гвардійський батальйон мінерів;
    - 131-й окремий саперний батальйон;
    - 231-й окремий інженерний батальйон;
    - 740-й окремий інженерний батальйон;
    - 48-й понтонно-мостовий батальйон;
    - 53-й понтонно-мостовий батальйон;
    - 131-й понтонно-мостовий батальйон;
    - 136-й понтонно-мостовий батальйон.

1 жовтня 1943 року
- Армії: 
  - 11-та гвардійська армія;
  - 3-тя армія;
  - 11-та армія;
  - 50-та армія;
  - 63-тя армія;
  - 15-та повітряна армія;
- З’єднання фронтового підпорядкування:
  - Стрілецькі, повітряно-десантні та кавалерійські з’єднання:
    - 2-й гвардійський кавалерійський корпус: 
      - 3-тя гвардійська кавалерійська дивізія;
      - 4-та гвардійська кавалерійська дивізія;
      - 17-та гвардійська кавалерійська дивізія;
      - 1812-й самохідний артилерійський полк;
      - 149-й гвардійський винищувально-протитанковий артилерійський полк;
      - 2-й гвардійський окремий винищувально-протитанковий дивізіон;
      - 10-й гвардійський мінометний полк;
      - 60-й гвардійський мінометний дивізіон;
      - 1730-й зенітний артилерійський полк;

  - Артилерійські та мінометні з’єднання: 
    - 2-й артилерійський корпус прориву: 
      - 15-та артилерійська дивізія прориву: 
        - 69-та легка артилерійська бригада;
        - 35-та гаубична артилерійська бригада;
        - 85-та важка гаубична артилерійська бригада;
        - 87-ма важка гаубична артилерійська бригада;
        - 106-та гаубична артилерійська бригада великої потужності;
        - 18-та мінометна бригада;

      - 20-та артилерійська дивізія прориву: 
        - 34-та легка артилерійська бригада;
        - 53-тя гарматна артилерійська бригада;
        - 60-та гаубична артилерійська бригада;
        - 93-тя важка гаубична артилерійська бригада;
        - 102-га гаубична артилерійська бригада великої потужності;
        - 20-та мінометна бригада;

      - 2-га гвардійська мінометна дивізія: 
        - 3-тя гвардійська мінометна бригада;
        - 17-та гвардійська мінометна бригада;
        - 26-та гвардійська мінометна бригада;

    - 44-та гарматна артилерійська бригада;
    - 6-та гвардійська винищувально-протитанкова артилерійська бригада;
    - 13-та мінометна бригада;
    - 40-й гвардійський мінометний полк;
    - 59-й гвардійський мінометний полк;
    - 85-й гвардійський мінометний полк;
    - 90-й гвардійський мінометний полк;
    - 93-й гвардійський мінометний полк;
    - 310-й гвардійський мінометний полк;
    - 311-й гвардійський мінометний полк;
    - 312-й гвардійський мінометний полк;
    - 313-й гвардійський мінометний полк;
    - 10-й окремий гвардійський мінометний дивізіон;
    - 1477-й зенітний артилерійський полк;
    - 386-й окремий зенітний артилерійський дивізіон;
    - 13-та зенітна артилерійська дивізія: 
      - 1065-й зенітний артилерійський полк;
      - 1173-й зенітний артилерійський полк;
      - 1175-й зенітний артилерійський полк;
      - 1218-й зенітний артилерійський полк;

    - 24-та зенітна артилерійська дивізія: 
      - 1045-й зенітний артилерійський полк;
      - 1337-й зенітний артилерійський полк;
      - 1343-й зенітний артилерійський полк;
      - 1349-й зенітний артилерійський полк;

    - 1477-й зенітний артилерійський полк;
    - 386-й окремий зенітний артилерійський дивізіон;

  - Бронетанкові та механізовані з’єднання: 
    - 1-й танковий корпус: 
      - 89-та танкова бригада;
      - 117-та танкова бригада;
      - 159-та танкова бригада;
      - 44-та мотострілецька бригада;
      - 1437-й самохідний артилерійський полк;
      - 86-й мотоциклетний батальйон;
      - 1514-й винищувально-протитанковий артилерійський полк;
      - 383-й окремий винищувально-протитанковий дивізіон;
      - 108-й мінометний полк;
      - 10-й гвардійський мінометний дивізіон;
      - 1720-й зенітний артилерійський полк;

    - 29-та гвардійська танкова бригада;
    - 82-й окремий танковий полк;
    - 1539-й самохідний артилерійський полк;
    - 55-й окремий мотоциклетний батальйон;
    - 55-й окремий дивізіон бронепотягів;

  - Інженерні війська: 
    - 8-ма штурмова інженерно-саперна бригада;
    - 10-та штурмова інженерно-саперна бригада;
    - 8-ма інженерна бригада спеціального призначення;
    - 12-та інженерно-саперна бригада;
    - 57-ма інженерно-саперна бригада;
    - 3-й гвардійський батальйон мінерів;
    - 84-й окремий інженерний батальйон;
    - 231-й окремий інженерний батальйон;
    - 738-й окремий інженерний батальйон;
    - 740-й окремий інженерний батальйон;
    - 48-й понтонно-мостовий батальйон;
    - 53-й понтонно-мостовий батальйон;
    - 131-й понтонно-мостовий батальйон;
    - 136-й понтонно-мостовий батальйон.